# Leix Chaos
Il Leix Chaos è una struttura geologica della superficie di Europa.